# حسین‌آباد جواهری
حسین‌آباد جواهری، روستایی از توابع بخش مرکزی شهرستان ورامین در استان تهران ایران است.

## جمعیت
این روستا در دهستان بهنام وسط شمالی قرار دارد و براساس سرشماری مرکز آمار ایران در سال 1390، جمعیت آن 250نفر (40 خانوار) بوده‌است.